# DBCC Transport
DBCC Transport ist ein Anbieter von Schienengüterverkehr in Uruguay. Das Unternehmen transportiert seit April 2024 auf der Strecke Montevideo–Paso de los Toros Zellulose von der UPM-Fabrik im Norden des Departamento Durazno zum Hafen von Montevideo, für eine Betriebsdauer von 22 Jahren durchführen. Die beiden Unternehmen Portren und Liropa beschäftigen zusammen rund 70 Mitarbeiter.

## Portren
Die Portren S.A. (alternative Schreibweise: PorTren) ist ein Unternehmen der uruguayischen Logistikgruppe Christophersen und des spanischen Unternehmens Cointer Concesiones. Portren ist Eigentümer der Schienenfahrzeuge und des Bahnbetriebswerkes. Das 2021 gegründete Unternehmen wird von Enrique Blázquez geleitet. 

## Liropa
Die Liropa S.A. ist die Betriebsgesellschaft. Die Gesellschafter sind Portren und DB International Operations. Das 2021 gegründete Unternehmen wird von Luis Rivero geleitet.
Liropa ist Mitglied im Verband der Güterwagenhalter in Deutschland.

## Fahrzeuge
Zum DBCC-Fahrzeugbestand gehören (in Klammern ungefährer Kaufpreis):
- 7 Lokomotiven der Baureihe Stadler Euro 4001 (45 Millionen US-Dollar)
- 120 Güterwagen zum Transport von Zellstoff (Hersteller: Talleres Alegría, 21 Millionen US-Dollar)
- 20 Kesselwagen zum Transport von Heizöl, Schwefelsäure und Natronlauge (4 Millionen US-Dollar)

## Bahnbetriebswerk
Zwischen Juanicó und Canelones befindet sich seit November 2023 das Bahnbetriebswerk (spanisch Centro de Operaciones y Mantenimiento) der Bahngesellschaft. Zum ersten Spatenstich im März 2022 wurden die Baukosten mit 25 Millionen US-Dollar angegeben. Es dient der Instandhaltung des Fuhrparks, Mitarbeiterschulungen, Lokführerwechsel und Zuginspektionen. Die Lokomotiven werden gereinigt und mit Dieselkraftstoff und Bremssand gefüllt. Auf dem Gelände befinden sich auch die DBCC-Zentrale und -Büros und eine Verkehrsleitzentrale.
Das Bahnbetriebswerk ist an die Bahnstrecke Montevideo–Paso de los Toros angeschlossen.